# Nur Tatar
Nur Tatar (Van, 16 de agosto de 1992) es una deportista turca que compite en taekwondo.
Participó en tres Juegos Olímpicos de Verano entre los años 2012 y 2020, obteniendo dos medallas, plata en Londres 2012 y bronce en Río de Janeiro 2016. En los Juegos Europeos de Bakú 2015 consiguió una medalla de bronce.
Ganó tres medallas en el Campeonato Mundial de Taekwondo entre los años 2015 y 2019, y seis medallas en el Campeonato Europeo de Taekwondo entre los años 2010 y 2021.

## Palmarés internacional
| Juegos Olímpicos   | Juegos Olímpicos         | Juegos Olímpicos  | Juegos Olímpicos |
| Año                | Lugar                    | Medalla           | Categoría        |
| ------------------ | ------------------------ | ----------------- | ---------------- |
| 2012               | Londres (Reino Unido)    | Medalla de plata  | –67 kg           |
| 2016               | Río de Janeiro (Brasil)  | Medalla de bronce | –67 kg           |
| Campeonato Mundial |                          |                   |                  |
| Año                | Lugar                    | Medalla           | Categoría        |
| 2015               | Cheliábinsk (Rusia)      | Medalla de plata  | –67 kg           |
| 2017               | Muju (Corea del Sur)     | Medalla de oro    | –67 kg           |
| 2019               | Mánchester (Reino Unido) | Medalla de plata  | –67 kg           |
| Juegos Europeos    |                          |                   |                  |
| Año                | Lugar                    | Medalla           | Categoría        |
| 2015               | Bakú (Azerbaiyán)        | Medalla de bronce | –67 kg           |
| Campeonato Europeo |                          |                   |                  |
| Año                | Lugar                    | Medalla           | Categoría        |
| 2010               | San Petersburgo (Rusia)  | Medalla de plata  | –67 kg           |
| 2012               | Mánchester (Reino Unido) | Medalla de oro    | –67 kg           |
| 2014               | Bakú (Azerbaiyán)        | Medalla de bronce | –67 kg           |
| 2016               | Montreux (Suiza)         | Medalla de plata  | –67 kg           |
| 2018               | Kazán (Rusia)            | Medalla de plata  | –67 kg           |
| 2021               | Sofía (Bulgaria)         | Medalla de bronce | –67 kg           |